# 新加坡小煤炱
新加坡小煤炱（学名：Meliola singaporensis）是属于小煤炱目小煤炱科小煤炱属的一种真菌，寄生在桃金娘科植物上。该种分布于中国、波多黎各、新加坡。